# Insurrection bolchevique d'Odessa
Guerre soviéto-ukrainienne
L'insurrection bolchevique d'Odessa (ukrainien : Одеське січневе збройне повстання) est un soulèvement mené par les ouvriers bolcheviks (appuyé par la marine impériale russe) à l'approche des forces de la Garde rouge de la Russie soviétique.

## Déroulement
En décembre 1917, le 2e Congrès de Roumtcherod élit le Comité exécutif bolchevique et adopte une décision sur le transfert du pouvoir aux Soviets. Le 17 janvier 1918, la conférence des comités d'usine de la ville élit le comité révolutionnaire militaire de la ville (le comité du 15e), composé des bolcheviks Vladimir Ioudovski (président), P. Starostine, G. Atchkanov, Makar Tchijikov et d'autres. Le lendemain, une conférence de représentants de 49 entreprises, soldats et marins a lieu à Odessa, exprimant leur soutien à l'établissement du régime soviétique.
Le soulèvement débute le 27 janvier 1918 et implique des formations de la Garde rouge locale, du régiment de hussards d'Okhtyrka, des 40e et 49e régiments de réserve et d'autres unités. Les insurgés sont appuyés par les cuirassés Sinop, Rostislav et le croiseur Almaz, à bord duquel est établi le quartier général du soulèvement et le tribunal militaire. Les navires de la flotte de la mer Noire ainsi que le train blindé « Zaamourets » font partie du corps expéditionnaire en approche de Mouraviov qui rejoindra plus tard le soulèvement. Le premier jour, la Garde rouge sécurise le quartier général du district militaire d'Odessa, la gare, la poste, les banques et d'autres institutions. Le lendemain, le 28 janvier 1918, les haïdamakas locaux libèrent le quartier général du district, la gare et le bureau de poste des bolcheviks, mais le 29 janvier, la Garde rouge et les soldats et marins révolutionnaires parviennent à vaincre les forces de la République populaire ukrainienne qui se rendent le 30 janvier, établissant aussitôt un régime soviétique. Mais après la signature du traité de Brest-Litovsk, toutes les forces bolcheviques sont chassées le 13 mars 1918 par les forces armées combinées de l'armée austro-hongroise, apportant un soutien à la République populaire ukrainienne.